# Paullina Simons
Paullina Simons (* 1963 in Leningrad) ist eine amerikanisch-(russische) Schriftstellerin. Mit ihren Romanen Die Liebenden von Leningrad, Tatiana und Alexander und Land der Lupinen erlangte sie weltweit Bestseller-Status.

## Biographie
Paullina Simons wurde 1963 als Paullina Handler in Sankt Petersburg geboren und wuchs auch dort auf. Ihr Vater, Yuri Handler, war Anwalt, ihre Mutter war Ingenieurin. 1968 wurde Yuri Handler wegen antikommunistischer Propaganda verhaftet. Mit 7 Jahren immigrierten sie und ihre Familie in die Vereinigten Staaten.
Sie arbeitete in Rom und Dallas und lebte 4 Jahre in London, wo sie als Wirtschaftsjournalistin arbeitete. Danach ließ sie sich als Fernsehproduzentin in New York City nieder.
Paullina Simons ist zum zweiten Mal verheiratet und hat 3 Kinder. 

## Bibliografie
- Tully (1994), dt. 'Sommer der Freundschaft', Übers. Jean-Paul Zillern, Marion von Schröder 1996
- Red Leaves (1996), dt. 'Das schlafende Geheimnis', Übers. Jean-Paul Zillern, Marion von Schröder 1999
- Eleven Hours (1998), dt. 'Elf Stunden', Übers. Benno F. Schnitzler, Ullstein 2000
- Bronze Horseman (2000), dt. 'Die Liebenden von Leningrad', Übers. Margarethe van Pée, Heyne 2003
- Tatiana and Alexander aka Bridge to Holy Cross (2003), dt. 'Tatiana und Alexander', Übers. Tanja Handels, Heyne 2005, Fortsetzung von Bronze Horseman
- Girl in Times Square (2005)
- Summer Garden (2006), dt. 'Land der Lupinen', Übers. Claire Roth, Heyne 2008, Fortsetzung von Tatiana & Alexander
- Road to Paradise (2007)
- Tatiana's Table:Tatiana and Alexander's Recipes for Food and Love (2007), Kochbuch
- Song in the Daylight (2009)
- I Love my Baby Because (2012), Bilderbuch